# Tony MacAlpine
Tony MacAlpine (Springfield, 29 agosto 1960) è un musicista statunitense.

## Biografia
È noto per il suo stile che unisce elementi di neoclassical metal e fusion. È conosciuto soprattutto come chitarrista solista anche se ha lavorato con diverse band e molti musicisti come i M.A.R.S., Planet X e Steve Vai. Oltre ad essere un chitarrista, MacAlpine è anche un ottimo violinista e pianista: suona tutte le parti di tastiera dei suoi album.
MacAlpine fa parte della band di Steve Vai durante i concerti di quest'ultimo. Ha suonato la chitarra e le tastiere nel concerto Live at the Astoria London del 2001 e anche durante tutto il The Real Illusions Tour nel 2005, così come ai concerti del G3, a Denver e a Tokyo, rispettivamente nel 2003 e nel 2005.
Successivamente si è unito a Billy Sheehan (con il quale aveva già collaborato nella Steve Vai band) e a Virgil Donati per dar vita al progetto Devil's Slingshot, pubblicando l'album Clinophobia il 22 ottobre 2007, il quale venne seguito da un tour europeo tra i mesi di ottobre e novembre.

## Discografia

### Da solista
Album in studio
- 1986 – Edge of Insanity
- 1987 – Maximum Security
- 1990 – Eyes of the World
- 1992 – Freedom to Fly
- 1993 – Madness
- 1994 – Premonition
- 1995 – Evolution
- 1996 – Violent Machine
- 1999 – Master of Paradise
- 2001 – Chromaticity
- 2011 – Tony MacAlpine
- 2015 – Concrete Gardens
- 2017 – Death of Roses

Album dal vivo
- 1997 – Live Insanity

Raccolte
- 2006 – Collection: The Shrapnel Years

### Con i Planet X
- 2000 – Universe
- 2002 – Live From Oz
- 2002 – Moonbabies

### Con i CAB
- 2000 – CAB
- 2001 – CAB 2
- 2003 – CAB 4

### Con i Ring of Fire
- 2002 – Burning Live Tokyo
- 2002 – Dreamtower
- 2004 – Lapse of Reality

### Altre partecipazioni
- 1986 – M.A.R.S. – Project: Driver
- 1986 – Vinnie Moore – Mind's Eye
- 1987 – Joey Tafolla – Out of the Sun
- 1990 – MacAlpine (con Alan Sehorn, Mike Jaques, Mark Robertson, Billy Carmassi) – Eyes of the World
- 1999 – Vinnie Moore – The Maze
- 1999 – Vitalij Kuprij – VK3
- 2000 – Mark Boals – Ring of Fire
- 2001 – George Lynch – Will Play for Food
- 2002 – Mark Boals – Edge of the World
- 2007 – Devil's Slingshot – Clinophobia